# Sergei Sergejewitsch Prokopjew
Sergei Sergejewitsch Prokopjew (russisch Сергей Сергеевич Прокопьев, englische Transkription Sergey Prokopyev, * 21. August 1986 in Moskau) ist ein russischer Beachvolleyballspieler.

## Karriere
Prokopjew erreichte bei der Jugend-Weltmeisterschaft 2003 in Pattaya mit Andrei Beresin den neunten Platz. Ein Jahr später spielte er mit Jegor Moliboga bei der Junioren-WM in Porto Santo. 2005 bildete er ein Duo mit Jaroslaw Koschkarjow und trat in Sankt Petersburg zu seinem ersten Open-Turnier an. An gleicher Stelle kam das Duo 2006 als Neunter erstmals in die Top Ten. Bei der Junioren-WM schaffte Prokopjew mit Juri Bogatow das gleiche Ergebnis. 2007 spielten Prokopjew/Koschkarjow neben der Open-Serie drei Grand Slams. 2009 bildete Prokopjew ein neues festes Duo mit Bogatow und erreichte beim Grand Slam in Moskau sofort den neunten Platz. Bei der Europameisterschaft 2009 in Sotschi trat das Duo ebenfalls mit Heimvorteil an, verlor aber alle drei Vorrundenspiele und beendete das Turnier auf Rang 13. Anschließend wurden Prokopjew/Bogatow Vierter der Sanya Open. 2010 kamen sie bei den Grand Slams in Moskau und Gstaad auf die Plätze fünf und neun. In Berlin erreichten sie das Viertelfinale der EM 2010, das sie in drei Sätzen gegen Kolodinski und Prokopjews ehemaligen Partner Koschkarjow verloren. Zu Beginn des Jahres absolvierte Prokopjew zwei Open-Turniere mit Konstantin Semjonow, die jeweils auf dem neunten Rang endeten.
Bei der Weltmeisterschaft in Rom traten Prokopjew/Bogatow wieder gemeinsam an. In ihrer Vorrunden-Gruppe gelang ihnen jedoch kein Satzgewinn. 2012 wurden sie Neunter in Moskau und Fünfter beim CEV Continental Cup in Alanya. Zum Grand Slam in Berlin bildete Prokopjew wieder ein Duo mit Semjonow. Die beiden Russen qualifizierten sich für die Olympischen Spiele in London. Dort verloren sie ihre ersten beiden Spiele gegen die späteren Olympiasieger Julius Brink und Jonas Reckermann sowie das Schweizer Duo Heyer/Chevallier, erreichten aber mit einem Sieg gegen die Chinesen Xu/Wu als Gruppendritte das Achtelfinale, in dem sie sich den US-Amerikanern Gibb/Rosenthal geschlagen geben mussten. Anschließend erreichten sie beim Grand Slam in Stare Jabłonki ebenfalls den neunten Rang.
2013 spielte Prokopjew erneut mit Bogatow. Das wiedervereinte Duo wurde Neunter der Fuzhou Open. Bei der WM in Stare Jabłonki schieden Prokopjew/Bogatow sieglos nach der Vorrunde aus.

## Privates
Prokopjew ist mit Marija Andrejewna Prokopjewa, geborene Bratkowa, verheiratet, die ebenfalls professionell Beachvolleyball spielt.